# Полиедро де Каракас
„Полиедро де Каракас“ („Каркас Полиедар Арена“) е спортна арена, разположена в непосредствена близост до хиподрума Ла Ринконада в Каракас, Венецуела. Арената е проектирана от архитекта Томас С. Хаувард през 1971. Арената има капацитет 20 000 места и се използва за концерти и спортни състезания. В последно време арената служи за митинги на политически партии.
Арената също е и домакин на Световния олимпийски квалификационен турнир по баскетбол, на който три отбора ще вземат участие в ЛОИ 2012 в Лондон.